# ブラック・ブレッド
『ブラック・ブレッド』（Pa negre）は2010年のスペイン・フランスのドラマ映画。
監督はアグスティ・ビリャロンガ、出演はフランセスク・コロメールとマリナ・コマスなど。
エミリ・テシドールの同名小説をもとに、同じテシドールの小説『Retrat d'un assassí d'ocells』と『Sic transit Gloria Swanson』の要素を加えて映画化した作品である。
第84回アカデミー外国語映画賞のスペイン代表に選ばれた他、第25回ゴヤ賞では14部門のノミネートを受け、作品賞をはじめとする9部門で受賞するなど、高い評価を得ている。
日本では第8回ラテンビート映画祭で2011年9月17日にプレミア上映された後に2012年6月23日に一般公開された。

## ストーリー
1940年代、内戦後のスペイン・カタルーニャの山村に暮らす11歳の少年アンドレウは、ディオニスとクレットの親子が乗った荷車が馬とともに崖から落ちるのを目撃する。ディオニスは既に亡くなっており、息も絶え絶えのクレットがアンドレウに遺した最期の言葉は「ピトルリウア」だった。ピトルリウアとは森の洞穴に棲むと言われる羽根のある怪物で子供たちの間で恐れられている存在である。警察の捜査により、事故ではなく、殺人事件と断定されると、ディオニスの仲間で、かねてより左翼の政治活動に関わっていたために村人から疎まれていたアンドレウの父ファリオルが容疑者として目を付けられる。この事態にファリオルは妻子を残して姿を消し、アンドレウは父の実家に預けられることになる。父の実家には左手をなくした従姉ヌリアも暮らしていた。彼女は大人びた言動をとる一方で、学校教師と関係を持ち、ベランダに裸で立つなどの奇行を見せ、更にはアンドレウに性的関係を迫るが、アンドレウは頑に拒む。
アンドレウはある日、ピトルリウアのように裸で森を駆け回る美しい青年と出会う。修道院で療養中という彼が語る言葉に強く魅了されたアンドレウは、彼のために食べ物を密かに渡すようになる。
密かに実家に戻り、屋根裏部屋に隠れていたファリオルが逮捕される。連行される際に父が残したマヌベンス夫人と話をするようにとの言葉に従い、アンドレウは母フロレンシアとともにマヌベンス夫人のもとを訪ねる。子供好きのマヌベンス夫人が父のために書いてくれた町長宛の手紙を持って町長を訪ねると、かねてよりフロレンシアに想いを寄せていた町長は彼女を弄ぶ。アンドレウはその姿を覗き見てしまう。
ある日、ディオニスの妻パウレタと出会ったアンドレウは、ファリオルとディオニスが過去に犯した恐ろしい罪を聞かされる。それは村に住むマルセル（ピトルリウア）という青年がマヌベンス夫人の弟ペレと肉体関係を持ったため、村人たちから制裁を受け、更にファリオルとディオニスにより去勢されたというのだ。理想主義者である父を心から尊敬しているアンドレウは、その話をにわかには信じられない。しかし、父への疑念が大きくなって行ったアンドレウは母を問い詰める。フロレンシアは、政治活動のために村八分にされ仕事をなくしたファリオルはディオニスが持ち込んだマヌベンス夫人からの「仕事」を受けるしかなかったこと、そして、あくまでマルセルを脅すだけのはずだったのが残忍なディオニスのせいで大事になってしまったのだと答える。
父との面会でアンドレウはマヌベンス夫人宛の手紙を受け取る。フロレンシアはその内容を密かに読むと、マヌベンス夫人と話し合い、アンドレウをマヌベンス夫妻の養子にして、充分な教育を受けさせてもらう話をつける。
フロレンシアの嘆願も空しく、ファリオルは死刑となる。葬儀の日、フロレンシアとアンドレウの前に現れたパウレタは、ディオニスとクレットを殺したのは確かにファリオルであり、マヌベンス夫人に雇われての犯行だったと暴露する。マヌベンス夫人が昨年亡くなった弟ペレの財産を横取りする手伝いをしたディオニスは、その事実をネタにマヌベンス夫妻を脅迫したために怒りを買って殺されたというのだ。フロレンシアはパウレタを追い返すと、アンドレウに「父さんと母さんを許して」と詫びるが、アンドレウは激しいショックを受け、父が大事にしていた鳥たちを怒りに任せて殺してしまう。大人たちの身勝手さと醜さに辟易したアンドレウは、ヌリアの誘いに乗って一緒に村を出て行こうとも考えるが思い直し、父を死に追いやったマヌベンス夫妻の養子となることを自らの意思で選択する。
寄宿学校に通うようになったアンドレウをフロレンシアが訪ねる。しかし、両親を許せないアンドレウは終始冷たい態度を取り続ける。フロレンシアは去り際に、ファリオルが黙って死ぬ代わりに医師を目指すアンドレウを支援してやって欲しいとマヌベンス夫人に手紙で伝えていたのだと告げる。
教室に戻ったアンドレウは、フロレンシアについて学友に尋ねられても、町から荷物を届けに来た人だと答えるだけだった。

## キャスト
- アンドレウ: フランセスク・コロメール（カタルーニャ語版） - カタルーニャの山村に暮らす11歳の少年。向学心溢れる努力家。
- ヌリア: マリナ・コマス（カタルーニャ語版） - アンドレウの従姉（父の兄フォンソの娘）。手榴弾で左手を失っている。
- フロレンシア: ノラ・ナバス（カタルーニャ語版） - アンドレウの母。充分な収入のない夫に代わり家計を支えている。
- ファリオル: ロジェール・カサマジョール（カタルーニャ語版） - アンドレウの父。左翼運動に加わっている理想主義者。
- シオー: ルイーサ・カステル - アンドレウの伯母（父の姉）。実家をしっかりと守る未亡人。
- マヌベンス夫人: メルセ・アラネガ（スペイン語版） - 村の資産家。農場主。
- エンリケタ: マリナ・ガテル（カタルーニャ語版） - アンドレウの叔母（父の妹）。奔放な未婚女性。
- おばあちゃん: アリザ・クラウェット - アンドレウの祖母（父の母）。未亡人。
- ディオニス: アンドレス・エレーラ - ファリオルの元同志。森の中で何者かに惨殺される。
- パウレタ: ライア・マルール（カタルーニャ語版） - ディオニスの妻。夫と息子を亡くして浮浪者のようになっている。
- クレット: ミゲル・ボラス - ディオニスとパウレタの息子。アンドレウの幼なじみ。父とともに殺される。
- 結核患者: ラザロ・ムール - アンドレウが森で出会った美青年。アンドレウの相談相手になる。
- 教師: エドゥアルド・フェルナンデス - ヌリアと関係を持っている淫行教師。飲んだくれ。
- 町長: セルジ・ロペス - フロレンシアに横恋慕し、ファリオルを目の敵にする。
- マルセル（ピトルリウア）: ホアン・カルレス・スアウ - フロレンシアが兄のように慕っていた青年。

## 受賞歴
| 賞         | 部門                        | 対象                                                           | 結果       |
| ---------- | --------------------------- | -------------------------------------------------------------- | ---------- |
| ゴヤ賞     | 作品賞                      |                                                                | 受賞       |
| ゴヤ賞     | 監督賞                      | アグスティ・ビリャロンガ                                       | 受賞       |
| ゴヤ賞     | 主演女優賞                  | ノラ・ナバス                                                   | 受賞       |
| ゴヤ賞     | 助演男優賞                  | セルジ・ロペス                                                 | ノミネート |
| ゴヤ賞     | 助演女優賞                  | ライア・マルール                                               | 受賞       |
| ゴヤ賞     | 新人男優賞                  | フランセスク・コロメール                                       | 受賞       |
| ゴヤ賞     | 新人女優賞                  | マリナ・コマス                                                 | 受賞       |
| ゴヤ賞     | 脚色賞                      | アグスティ・ビリャロンガ                                       | 受賞       |
| ゴヤ賞     | 撮影賞                      | アントニオ・リエストラ                                         | 受賞       |
| ゴヤ賞     | 美術賞                      | アナ・アルバルゴンザレス                                       | 受賞       |
| ゴヤ賞     | 製作監督賞                  | アレイクス・カステリョン                                       | ノミネート |
| ゴヤ賞     | 音響賞                      | ダニ・フォントロドナ フェルナンド・ノヴィロ リカルド・カサルス | ノミネート |
| ゴヤ賞     | 衣装デザイン賞              | メルセ・パロマ                                                 | ノミネート |
| ゴヤ賞     | メイクアップ&ヘアスタイル賞 | アルマ・カサル サトゥル・メリノ                                | ノミネート |
| ガウディ賞 | 作品賞                      |                                                                | 受賞       |
| ガウディ賞 | 監督賞                      | アグスティ・ビリャロンガ                                       | 受賞       |
| ガウディ賞 | 脚本賞                      | アグスティ・ビリャロンガ                                       | 受賞       |
| ガウディ賞 | 主演女優賞                  | ノラ・ナバス                                                   | 受賞       |
| ガウディ賞 | 主演男優賞                  | フランセスク・コロメール                                       | ノミネート |
| ガウディ賞 | 助演女優賞                  | マリナ・コマス                                                 | 受賞       |
| ガウディ賞 | 助演男優賞                  | ロジェール・カサマジョール                                     | 受賞       |
| ガウディ賞 | 撮影賞                      | アントニオ・リエストラ                                         | 受賞       |
| ガウディ賞 | 作曲賞                      | ホセ・マヌエル・パガン                                         | 受賞       |
| ガウディ賞 | 編集賞                      | ラウル・ロマン                                                 | ノミネート |
| ガウディ賞 | 美術賞                      | アナ・アルバルゴンザレス                                       | 受賞       |
| ガウディ賞 | 音響賞                      | ダニ・フォントロドナ フェルナンド・ノヴィロ リカルド・カサルス | 受賞       |
| ガウディ賞 | 衣裳デザイン賞              | メルセ・パロマ                                                 | 受賞       |
| ガウディ賞 | メイクアップ&ヘアスタイル賞 | アルマ・カサル サトゥル・メリノ                                | 受賞       |
| ガウディ賞 | 制作賞                      | アレイクス・カステリョン                                       | 受賞       |